# Dion De Neve
Dion De Neve (Aalst, 12 juni 2001) is een Belgisch voetballer. Hij stroomde in 2021 door vanuit de jeugd naar het eerste elftal van Belgisch eersteklasser Zulte Waregem. Vanaf het seizoen 2022/23 speelt De Neve voor KV Kortrijk. vanaf seizoen 2025/2026 speelt hij voor het Engelse Blackburn Rovers.

## Clubcarrière
De Neve begon zijn voetbalcarrière in de jeugdelftallen van SK Terjoden-Welle. Via FCV Dender EH belandde hij op zijn veertiende bij Zulte Waregem, waar hij in 2020 zijn eerste profcontract ondertekende. Op 24 juli 2021 maakte hij in het shirt van laatstgenoemde club zijn profdebuut: op de openingsspeeldag van de Jupiler Pro League viel hij tegen OH Leuven in de 84e minuut in voor Bent Sørmo. Twee weken later viel hij tegen Sint-Truidense VV in de 82e minuut in voor Jean-Luc Dompé en bood hij Zinho Gano nauwelijks twee minuten later de 0-3 aan. Op 22 augustus 2021 kreeg hij op de vijfde competitiespeeldag tegen Sporting Charleroi een eerste basisplaats in de Jupiler Pro League.
De Neve verdween daarna een tijdje uit beeld, al werd hij wel nog geregeld opgenomen in de wedstrijdselectie. Pas op 15 december 2021, de laatste wedstrijd van Francky Dury als trainer van Zulte Waregem (een 0-2-nederlaag tegen Union Sint-Gillis, kreeg hij nog eens speelminuten. Drie dagen later scoorde hij zijn eerste doelpunt in de Jupiler Pro League: tegen KV Mechelen scoorde hij in de eerste minuut van de blessuretijd de 2-2. Jean-Luc Dompé scoorde later in de blessuretijd zelfs nog de 3-2, waardoor Timmy Simons en Davy De fauw hun eerste wedstrijd als hoofdtrainer van Zulte Waregem winnend afsloten. Ook het tweede doelpunt van De Neve in de Jupiler Pro League leverde Zulte Waregem uiteindelijk een punt op: op 29 januari 2022 scoorde hij in de blessuretijd van de eerste helft de 1-3 tegen Beerschot VA, dat uiteindelijk nog terugkwam tot 3-3.
Een week na zijn doelpunt tegen Beerschot moest hij ook tegen KRC Genk (2-0-verlies) nog eens invallen, maar nadien kreeg hij zes basisplaatsen op rij. De Neve deed het daarin niet slecht, want zowel in januari als in februari werd hij door de Zulte Waregem-supporters verkozen tot Speler van de Maand. De Neve leek uit te groeien tot een lichtpunt in een donker seizoen voor Zulte Waregem, maar op 22 maart 2022 raakte bekend dat De Neve, wiens contract op het einde van het seizoen afliep, zou getekend hebben bij streekrivaal KV Kortrijk. Dit werd twee weken later ook officieel gemaakt.

## Clubstatistieken
| Seizoen | Club          | Land            | Competitie      | Competitie | Competitie | Beker | Beker | Europees | Europees | Totaal | Totaal |
| Seizoen | Club          | Land            | Competitie      | Wed.       | Dlp.       | Wed.  | Dlp.  | Wed.     | Dlp.     | Wed.   | Dlp.   |
| ------- | ------------- | --------------- | --------------- | ---------- | ---------- | ----- | ----- | -------- | -------- | ------ | ------ |
| 2021/22 | Zulte Waregem | Vlag van België | Eerste klasse A | 17         | 2          | 0     | 0     | —        | —        | 17     | 2      |
| 2022/23 | KV Kortrijk   | Vlag van België | Eerste klasse A | 14         | 1          | 1     | 0     | —        | —        | 15     | 1      |
| 2023/24 | KV Kortrijk   | Vlag van België | Eerste klasse A | 33         | 2          | 2     | 0     | —        | —        | 35     | 2      |
| 2024/25 | KV Kortrijk   | Vlag van België | Eerste klasse A | 2          | 0          | 0     | 0     | —        | —        | 2      | 0      |
| Totaal  | Totaal        | Totaal          | Totaal          | 66         | 5          | 3     | 0     | 0        | 0        | 69     | 5      |

Bijgewerkt op 5 augustus 2024.